# Bermanita
La bermanita es un mineral, fosfato hidratado de manganeso con hidroxilos. Fue definida como una especie mineral a partir de ejemplares obtenidos en el Rancho 7U7, zona de la Bagdad, Hillside,  condado de Yavapai, Arizona (USA), que consecuentemente es su localidad tipo. El nombre es un homenaje al Dr Harry Berman, profesor de mineralogía de Harvard y especialista en mineralogía sistemática.

## Propiedades físicas y químicas
La bermanita es el análogo de manganeso de la magnesiobermanita, que tiene magnesio en su lugar. La coralloíta es el análogo con arseniato en lugar de fosfato. También está relacionada estructuralmente con la mengeíta y con la ercitita. El manganeso se encuentra en el mineral con valencia 1 y 3. Además de los elementos de la fórmula, puede contener cantidades significativas de hierro y magnesio, y trazas de aluminio y calcio.
Inicialmente se describió como un mineral rómbico, pero se reconsideró a monoclínico a partir del examen de ejemplares de una pegmatita situada en Cerro Blanco, cerca de Tanti, en Punilla, Córdoba (Argentina). Aparece como microcristales de desarrollo tabular, habitualmente agrupados en forma de rosetas o formando venillas dentro de fosfatos primarios. El color se oscurece por acción de la luz.

## Yacimientos
La bermanita es un fosfato secundario, formado a expensas de otros fosfatos por alteraciones de tipo hidrotermal, especialmente de la triplita y de la litiofilita. Se encuentra presente especialmente en pegmatitas graníticas, asociado a strengita, fosfosiderita, rockbridgeita, hureaulita y a otros fosfatos secundarios. Es un mineral poco común, conocido en unas 60 localidades en el mundo. Además de en la localidad tipo y en Cerro Blanco, se han encontrado buenos cristales en la pegmatita de Hagendorf Sur, Hagendorf, Waidhaus, Alto Palatinado, Baviera (Alemania).